# Niccolò Pizzolo
Niccolò Pizzolo ou Nicolò Pizolo ou même Nicolò di Pietro da Villaganzerla (Villaganzerla,  frazione de Castegnero, 1421 - 1453) est un peintre italien de la Renaissance, proche d'Andrea Mantegna, plus âgé que lui et élève du même maître Francesco Squarcione.

## Biographie
Plus ancien élève de Francesco Squarcione, Niccolò Pizzolo  étudie auprès de Fra Filippo Lippi en 1437 à Padoue, puis il côtoie et assiste Donatello lors de son séjour  et ses travaux à la cathédrale pour les sculptures de l'autel (1446-1147). En 1448, Niccolò Pizzolo est appelé, avec Mantegna, également élève du même maître Squarcione,  Ansuino da Forlì  et deux peintres vénitiens, Antonio Vivarini et son beau-frère Giovanni d'Alemagna, à travailler à la décoration des fresques de la chapelle d'Ovetari dans l'abside de l'église des érémitiques de Padoue. Une série d’événements fortuits fait que Mantegna termine seul la plus grande partie du travail.
Ces fresques  ont été détruites dans le bombardement allié de 1944 (car proche d'un quartier général allemand).
Il meurt assassiné à 32 ans dans une bagarre de rue nocturne.

## Œuvres
- Fresques de la chapelle d'Ovetari dans l'abside de l'église des érémitiques de Padoue (détruites par les bombardements de 1944).
- Madonna col Bambino e San Giovannino, église de Vetrego
- Fresque de Dieu le Père, chapelle du podestat de Padoue.
- Dottori della Chiesa, chapelle Ovetari[1]
- Saint Évêque en trône  (restauré en 2008 dans les ateliers du musée Jacquemart-André)

- "Vierge à l'enfant", sculpture en terre cuite, Musée Bode, Berlin
- "Le Christ sur le Mont des Oliviers", bas relief en marbre, Musée Bode, Berlin (attribué à)